# 陳猷
陳猷（1466年—？年），字汝嘉，四川重慶府永川縣人，軍籍，明朝政治人物。

## 生平
四川鄉試第五十名舉人。弘治十五年（1502年）中式壬戌科會試第二百五十一名，三甲第一百四十五名進士。十六年任宣城县知县。

## 家族
曾祖陳勝璽，縣丞；祖父陳子恒；父陳金，教授。母王氏。具庆下。兄陳謨。